# Fl-eek Stravaganza
Fl-eek Stravaganza (Eek! The Cat nella prima stagione, Eek! And The Terrible Thunderlizards nella seconda stagione e Eek! Stravaganza dalla terza stagione in poi) è una serie televisiva a cartoni animati prodotta da Fox Kids, Savage Studios LTD e Nelvana e creata da Savage Steve Holland e Bill Kopp, da cui è stato tratto lo spin off Tontosauri.
Alla serie s'ispirò il videogioco per Super Nintendo Eek! The Cat, pubblicato nel 1994.
La sigla italiana, musica di Franco Fasano e testo di Alessandra Valeri Manera, è cantata da Pietro Ubaldi e gli Smemo.
La proprietà della serie passò alla Disney nel 2001, quando la Disney acquisì Fox Kids Worldwide.

## Trama
La serie racconta le avventure di Fleek, gatto antropomorfo di colore viola generoso, ingenuo e sempre disposto ad aiutare il prossimo; purtroppo, sono proprio le sue buone azioni che lo portano a sopportare tutti i guai possibili ed immaginabili. Fleek, nelle sue assurde avventure, è spesso accompagnato dal suo migliore amico Elmo, la sua fidanzata Annabelle ed il suo rivale, Sharky, un ibrido tra un cane ed uno squalo.
L'umorismo dello show si basa principalmente sullo slapstick e citazioni alla cultura popolare; molti episodi sono infatti parodie di film famosi come Apocalypse Now e Arancia meccanica o semplicemente composti da varie canzoni, come un musical; è possibile inoltre vedere, all'interno delle puntate, caricature e cameo di varie celebrità reali, alcune delle quali trasformate in comparse quasi ricorrenti.

## Personaggi

### Personaggi  diFl-eek Stravaganza
- Fl-eek: Un gatto rotondo dalla pelliccia viola e perennemente sorridente, Fleek si mette a disposizione di tutti. È in grado di comunicare con tutti gli animali della serie e con maggior parte degli umani, ma stranamente incapace di farsi capire dalla sua famiglia adottiva, composta da Wendy Elizabeth, J.B. e la loro madre. La gag ricorrente principale all'interno dello show è che la natura altruistica di Fleek di solito fa si che lui e altre persone finiscano in situazioni pericolose. Nonostante le sue disgrazie, gli episodi di solito finiscono con Fleek ricompensato in un certo senso per la sua natura altruistica e la volontà di affrontare le avversità in modo diretto.
- Sharky: L'animale domestico di Annabelle, è un ibrido tra un cane ed uno squalo con la pelliccia blu, un muso allungato ed appuntito e denti affilatissimi. Sharky non parla, ma si esprime solo con versi animaleschi. È la guardia del giardino di Annabelle ed odia profondamente Fleek.
- Elmo: Un alce antropomorfo che indossa sempre un maglione rosso, è il miglior amico di Fleek, leale ma anche buono a nulla, vanitoso e vigliacco, lavora come stuntman. Ha un fratello minore, Timmy, il quale ha costante bisogno di soldi per pagarsi le operazioni e le analisi mediche più assurde.
- Annabelle: La ragazza di Fleek, è un'enorme gatta rosa sovrappeso, ma considerata bellissima dal suo fidanzato.
- Mamma: La madre apparentemente single della famiglia proprietaria di Fleek, si occupa molto delle pulizie domestiche e studia lingue straniere.
- Wendy Elizabeth e JB: I figli della famiglia proprietaria di Fleek, due bambini lamentosi e viziati. Guardano molta televisione, in particolare lo show degli Squishy Bears.
- Squishy Bears: quattro orsi colorati che il loro programma televisivo per bambini e sono una palese parodia degli Orsetti del Cuore. Kozy (giallo), Puffy (blu) e Wuz Wuz (rosa) hanno un atteggiamento allegro e amichevole, mentre il quarto orso, Pierre (verde), che parla con accento francese e indossa un basco, è amareggiato e cinico.

## Altri media
Nel 1994 la Ocean Software pubblicò il videogioco Eek! the Cat per la console Super Nintendo; si trattava di una conversione di Sleepwalker, uscito precedentemente per altre piattaforme, con i personaggi modificati in quelli di Fl-eek Stravaganza.